# إد ولف
إد ولف (بالإنجليزية: Ed Wolfe)‏ هو لاعب كرة قاعدة أمريكي، ولد في 2 يناير 1929 في لوس أنجلوس في الولايات المتحدة، وتوفي في 8 مارس 2009 في موديستو في الولايات المتحدة.

## وصلات خارجية
- إد ولف على موقعبيزبول رفرنس.كوم (الدوري الرئيسي) (الإنجليزية)
- إد ولف على موقعبيزبول رفرنس.كوم (الدوري الثانوي) (الإنجليزية)